# 231368 Hunfalvy
231368 Hunfalvy este o planetă minoră (asteroid) din centura de asteroizi. A fost descoperită pe 22 aprilie 2006 la Piszkéstetői Obszervatórium⁠(d) de Krisztián Sárneczky⁠(d) și a fost numită după Berecz Antal⁠(d). 
Obiectul prezintă o orbită caracterizată de o semiaxă mare de 2,8096659347973 UAi, o excentricitate de 0,048619158476667, o înclinație de 4,5294582428486 ° în raport cu ecliptica.